# Аспартатаминотрансфераза
Аспартатаминотрансфераза (аспарагиновая трансаминаза, АСТ, АсАт; также глутамат оксалоацетат трансаминаза) — эндогенный фермент из группы трансфераз, подгруппы аминотрансфераз (трансаминаз).

## История изучения
Аспартатаминотрансфераза стала первым белком, аминокислотную последовательность (т.е. первичную структуру) которого установили советские учёные. Это сделали в совместной работе две лаборатории: Института молекулярной биологии АН СССР под руководством А. Е. Браунштейна и Института биоорганической химии имени М. М. Шемякина АН СССР под руководством Ю. А. Овчинникова, результаты которой были опубликованы в 1972 году. Ими была исследована аспартатаминотрансфераза из цитозоля сердца свиньи, которая состоит из двух идентичных субъединиц по 412 аминокислотных остатков в каждой. За раскрытие строения этого белка коллективу ученых была присуждена премия Ленинского комсомола в области науки и техники за 1975 год.

## Катализируемая реакция
Фермент катализирует превращение оксалоацетата в аспартат, перенося NH3 на первую молекулу. Вторым продуктом реакции является α-кетоглутарат. Реакция играет важную роль в высвобождении NH3 из аминокислот, который затем перерабатывается в цикле мочевины, так как аспартат, полученный в процессе реакции, нужен для образования аргининосукцината (2-я реакция цикла). Кроме того, обратная реакция позволяет превратить аспартат в оксалоацетат. Таким образом метаболизм аспартата (а также других аминокислот, которые в процессе их катаболизма становятся оксалоацетатом) снабжает организм веществом, необходимым для процесса глюконеогенеза.

## Гены
У человека существует два гена, кодирующих разные изоферменты АСТ:
- GOT1 — фермент активен в цитозоли клеток
- GOT2 — фермент активен в митохондриях

## Значение для медицины

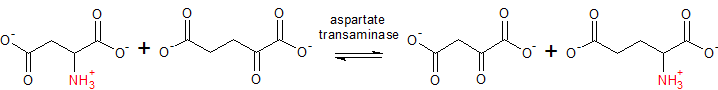
Реакция, катализируемая аспартатаминотрансферазой

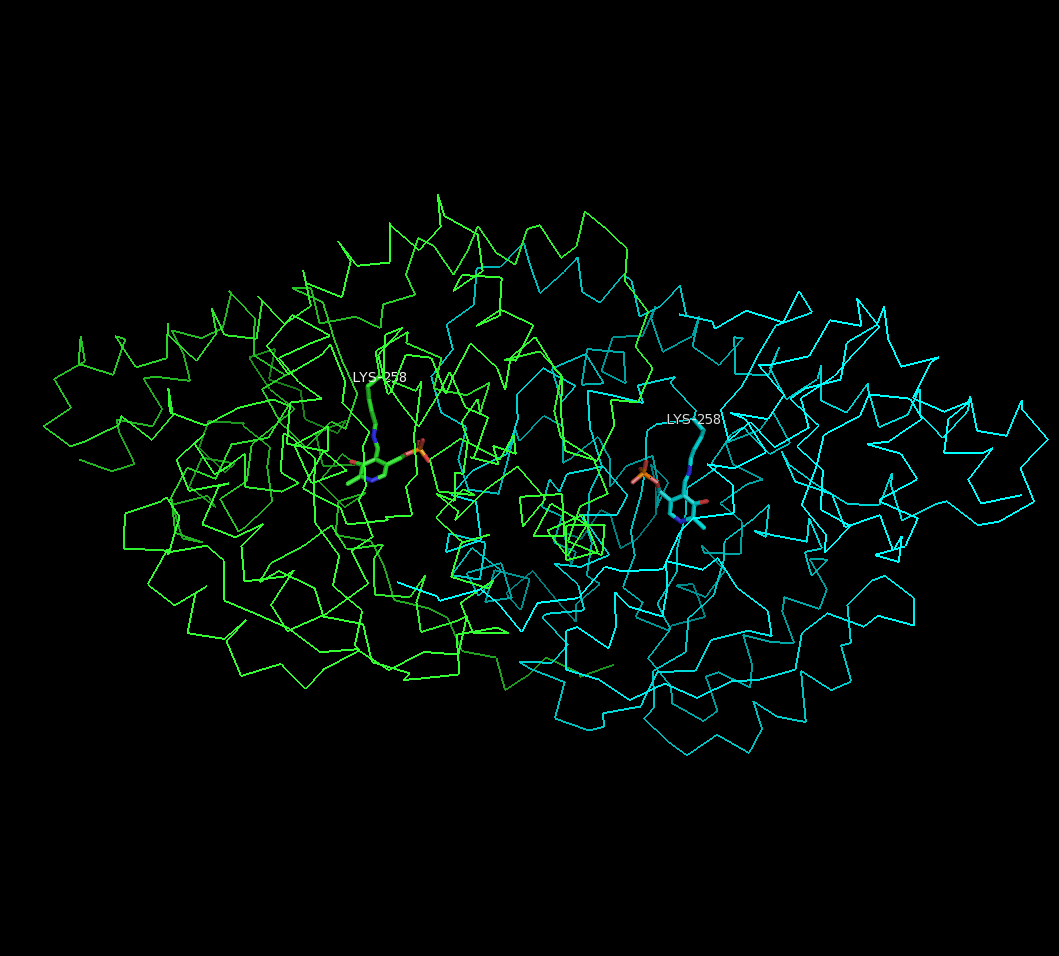
Структура аспартаттрансаминазы из митохондрий куриного сердца

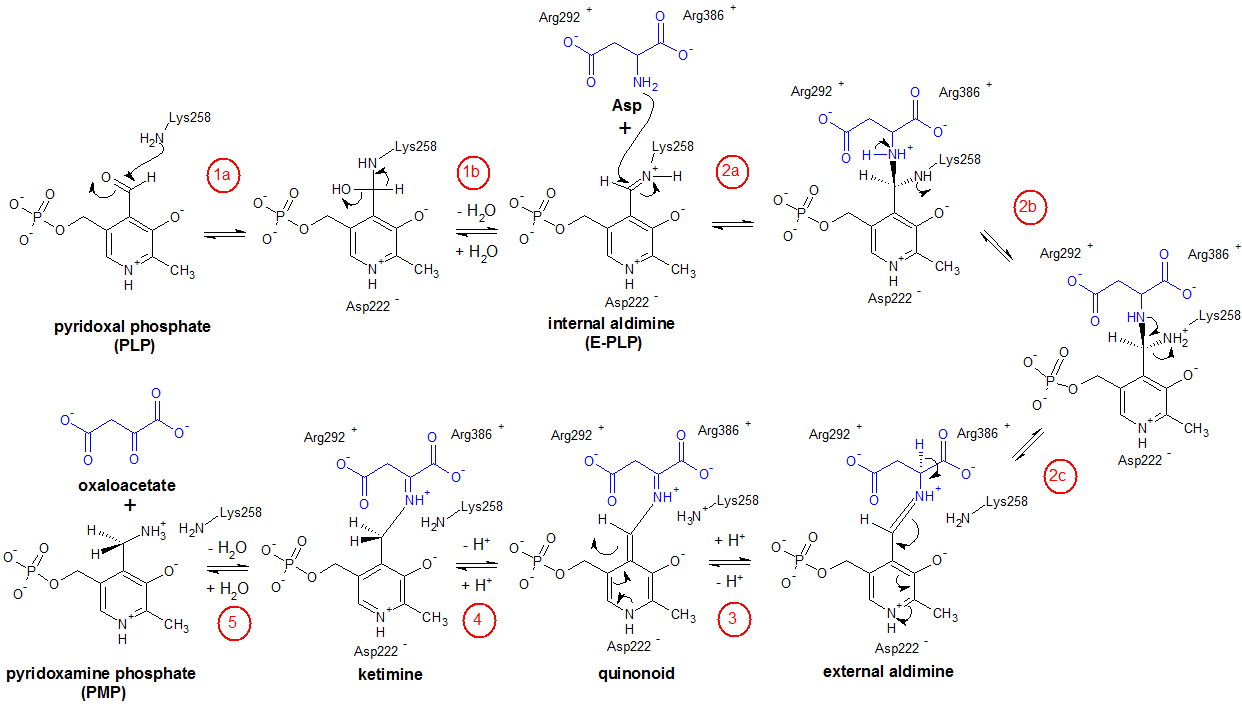
Механизм реакции аспартатаминотрансферазы

Аспартатаминотрансфераза широко используется в медицинской практике для лабораторной диагностики повреждений миокарда (сердечной мышцы) и печени.
Аспартатаминотрансфераза синтезируется внутриклеточно, и в норме лишь небольшая часть этого фермента попадает в кровь. При повреждении миокарда (например, при инфаркте миокарда), печени (при гепатитах, холангите, первичном или метастатическом раке печени) в результате цитолиза (разрушения клеток) этот фермент попадает в кровь, что выявляется лабораторными методами. При циррозе печени с цитолитическим синдромом уровень АСТ чаще повышен, но в поздних стадиях цирроза (класс C по шкале Чайлд-Пью) уровни трансаминаз редко бывают повышены. 
Повышение АСТ, превышающее повышение АЛТ, характерно для повреждения сердечной мышцы; если же показатель АЛТ выше, чем АСТ, то это, как правило, свидетельствует о разрушении клеток печени.

## Нормальные показатели для человека
В норме АСТ составляет 0—31 ед/л у женщин и 0—41 ед/л у мужчин.

## Нормальные показатели для черепахи
Нормальное содержание АСТ в крови черепахи составляет 50—130 ед/л.